# Saints Row (jeu vidéo, 2022)
Saints Row est un jeu vidéo d'action-aventure, développé par Volition et édité par Deep Silver. Il est sorti le 23 août 2022 sur PlayStation 4, PlayStation 5, Xbox One, Xbox Series X/S, Microsoft Windows et Google Stadia. Il s'agit d'un reboot de la série Saints Row.

## Système de jeu
Saints Row se déroule dans la ville fictive de Santo Ileso, basée sur le sud-ouest des États-Unis, qui est sous le contrôle de trois gangs criminels : Los Panteros qui favorise la brutalité, les anarchistes Idols et la structure militaire Marshall Defence Industries, le personnage du joueur, le « Boss », fonde un nouveau gang à partir de membres rejetés de ces derniers et pour s'emparer de leurs pouvoirs. Ils incluent : l'ancienne mécanicienne Neenah de Los Panteros et sert de chauffeur, le DJ Kevin qui faisait partie des Idols et s'occupe de l'exécution de leurs braquages ; et l'entrepreneur Eli issus de chez Marshall et organise désormais les activités du gang du Boss,,.
La ville est divisée en neuf districts, dont Rancho Providencio qui est une ville rurale délabrée, El Dorado qui est fleurit de casinos similaire à Las Vegas ou la zone suburbaine Monte Vista. Comme dans les précédents jeux Saints Row, le joueur s'efforcera de prendre le contrôle de ces quartiers, en leur accordant certains avantages.
Le jeu comprend un créateur de personnage détaillé pour le joueur, y compris la sélection du genre. Il y a un multijoueur coopératif avec un second joueur, ayant chacun son propre personnage,.

## Développement
THQ Nordic a annoncé en août 2019 que Volition développait un jeu vidéo complet dans la série Saints Row. La société mère Koch Media a déclaré qu'elle laissait au développeur le temps nécessaire pour créer le jeu qu'il jugeait approprié. Le jeu précédent de la série principale était Saints Row IV (2013) et l'extension Saints Row: Gat out of Hell (2015). Le jeu dérivé Agents of Mayhem (2017), s'est mal vendu et a entraîné des licenciements chez le développeur. Saints Row a été officiellement annoncé en tant que reboot de la franchise lors de la Gamescom d'août 2021, qui a suscité des avis partagées sur les réseaux sociaux pour ne pas avoir conservé l' « esprit » des jeux précédentes,.
Le reboot est destiné à s'éloigner du ton « loufoque » de Saints Row IV et des jeux ultérieurs de la série, au lieu de rétablir l'équilibre entre la comédie et le sérieux que Saints Row: The Third avait. Jeremy Bernstein de Volition avait comparé Saints Row 4 à Moonraker,.  Le directeur de développement Jim Boone a ajouté que le climat social actuel avait dépassé le ton des précédents jeux de la franchise. Certains éléments ont été retirés, comme le godemichet violet qui pourrait être utilisé comme arme. Le développeur du jeu Volition s'est tourné vers les films d'action comme points de référence pour ce qu'ils voulaient que les joueurs expérimentent, comme les cascades en voitures de Baby Driver, le combat brutal et stylisé de John Wick et l'extravagance de Hobbs & Shaw.
Initialement prévu pour le 25 février, la sortie de Saints Row est reportée au 23 août 2022 sur les plateformes PlayStation 4, PlayStation 5, Xbox One, Xbox Series X/S et Microsoft Windows. La version PC est exclusive sur Epic Games Store. Un pass d'extension après la sortie comprend au moins trois éléments de contenu téléchargeable. Un bonus de précommande et des éditions spéciales numériques incluent du contenu cosmétique supplémentaire.